# گمینا دامنگتسا
گمینا دامنگتسا (به لهستانی:  Gmina Damnica) یک گمینا در لهستان است که در شهرستان سووپسک واقع شده‌است. گمینا دامنگتسا ۱۶۷٫۸۱ کیلومتر مربع مساحت و ۶٬۲۹۳ نفر جمعیت دارد.